# Surpierre
Surpierre là một đô thị thuộc huyện Broye, trong bang Fribourg, Thụy Sĩ. Tháng 1 năm 2005, Surpiere được bổ sung đô thị cũ Praratoud.